# Criocerinus corallinus
Criocerinus corallinus är en skalbaggsart som beskrevs av Leon Fairmaire 1894. Criocerinus corallinus ingår i släktet Criocerinus och familjen långhorningar.
Artens utbredningsområde är Madagaskar. Inga underarter finns listade i Catalogue of Life.